# 石垣雅敏
石垣 雅敏（いしがき まさとし、1951年1月19日 - ）は、日本の政治家。北海道根室市長（2期）。

## 来歴
北海道根室市出身。工学院大学専修学校卒業。1976年（昭和51年）、根室市役所に入庁。水産経済部長、北方領土担当参事、総務部長などを経て、2006年（平成18年）10月14日、助役に就任。2007年（平成19年）、副市長に就任。
2018年（平成30年）7月20日、任期満了に伴う根室市長選挙に出馬する意向を表明。7月27日、副市長を辞職。
同年9月9日に行われた市長選に自民党・公明党・新党大地・国民民主党・立憲民主党の推薦と社民党の支持を受けて出馬。性同一性障害を公表している、弁護士で元根室市議会議員の保坂いづみとの一騎打ちを制し初当選した。9月29日、市長就任。
※当日有権者数：22,258人 最終投票率：48.50%（前回比：－8.7pts）
| 候補者名   | 年齢 | 所属党派 | 新旧別 | 得票数  | 得票率 | 推薦・支持                                                              |
| ---------- | ---- | -------- | ------ | ------- | ------ | ----------------------------------------------------------------------- |
| 石垣雅敏   | 67   | 無所属   | 新     | 7,328票 | 69.12% | （推薦）自民党・公明党・新党大地・国民民主党・立憲民主党 （支持）社民党 |
| 保坂いづみ | 49   | 無所属   | 新     | 3,274票 | 30.88% |                                                                         |

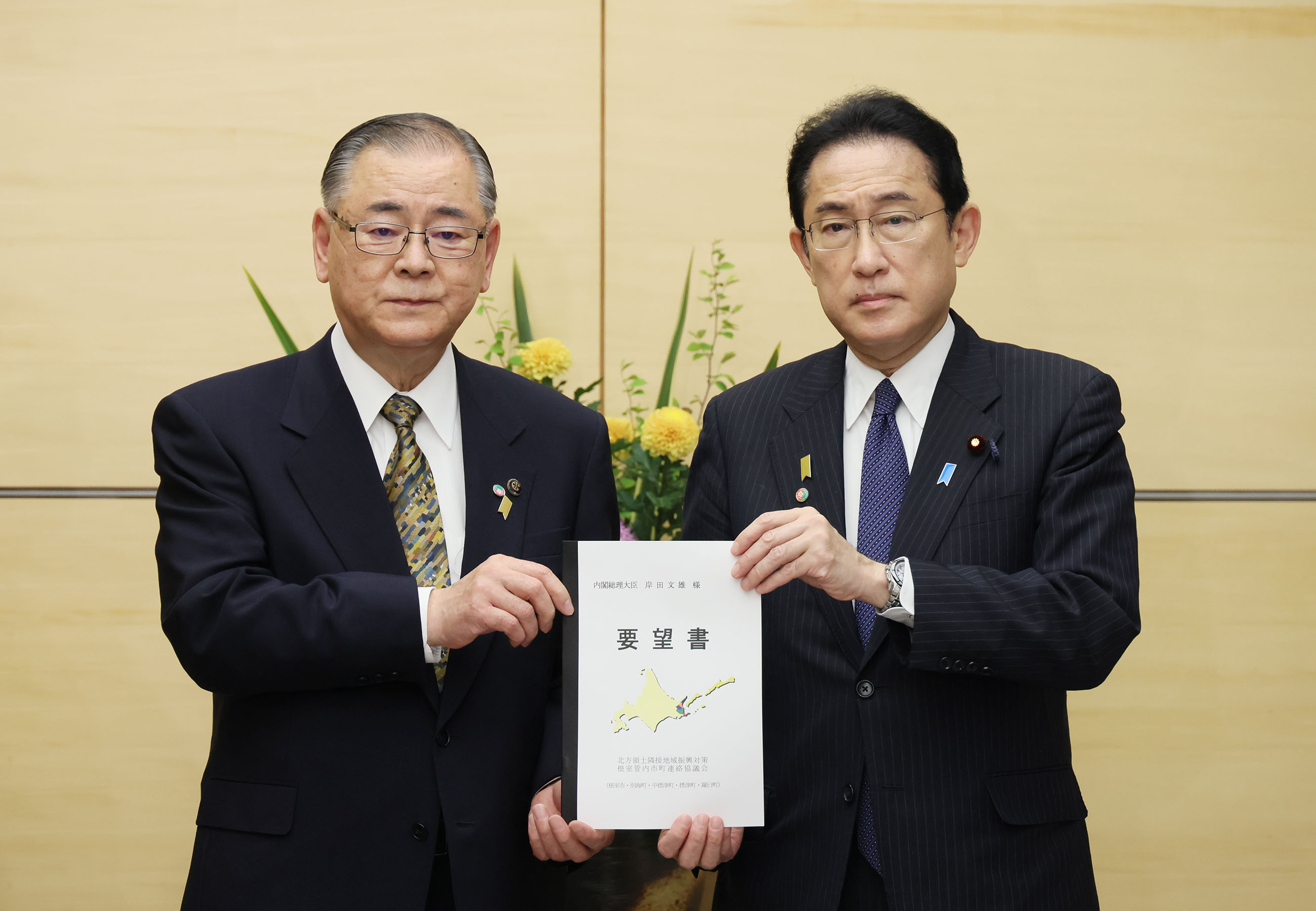
岸田文雄首相に要望書を手渡す石垣

2022年（令和4年）6月2日、北海道知事の鈴木直道、千島歯舞諸島居住者連盟理事長の脇紀美夫らと共に内閣総理大臣官邸を訪問し、北方領土問題解決に向けた外交交渉や元島民らが船から慰霊する「洋上慰霊」の実施への支援を要望した。
同年9月4日に告示された根室市長選挙で、自由民主党・公明党・新党大地・立憲民主党・社民党の推薦を受けて立候補した石垣は、立候補者が1人だったため無投票により再選を決めた。